# Cyrus West Field

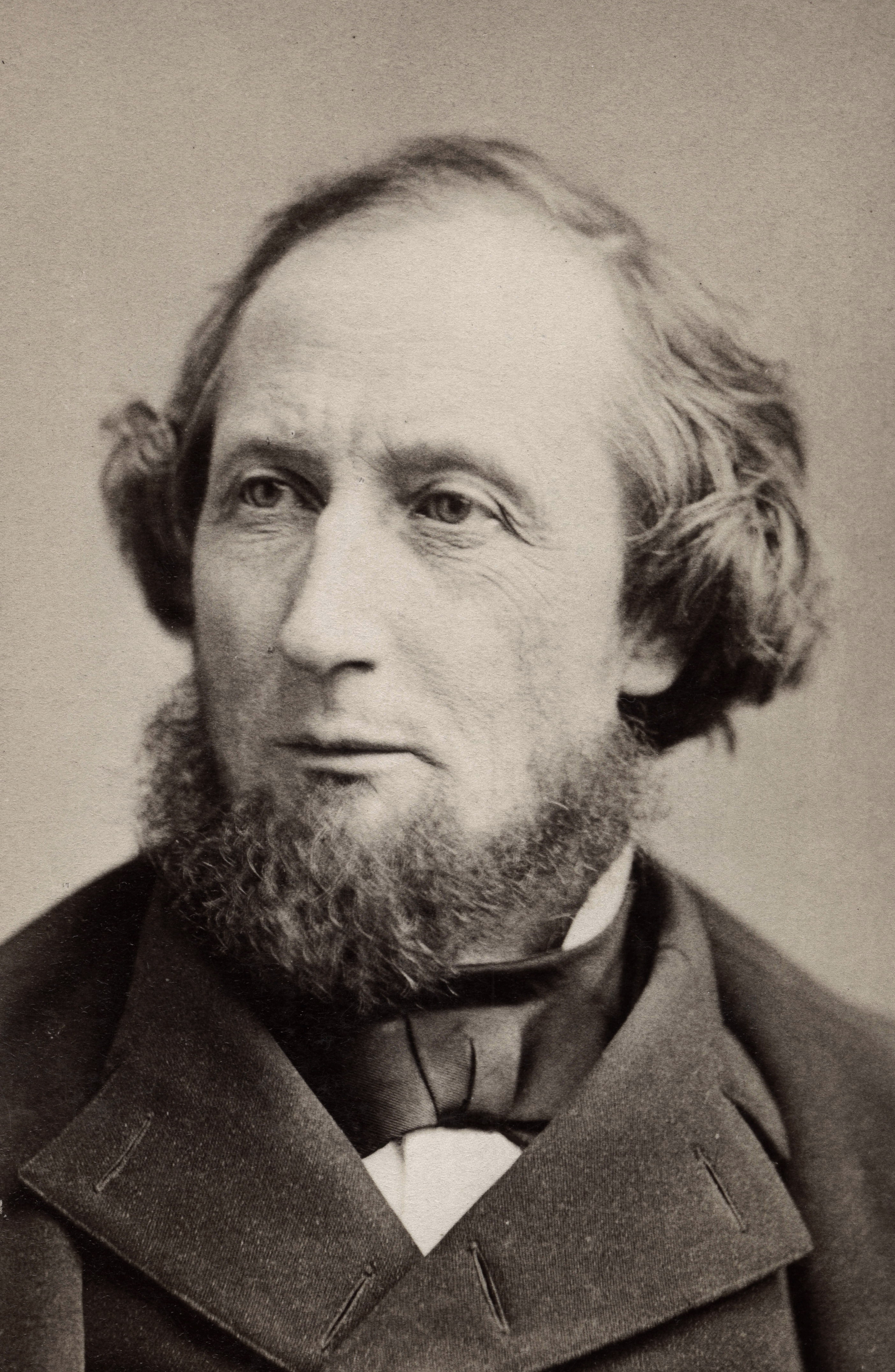
Cyrus West Field

Cyrus West Field (30 de novembro de 1819 em Stockbridge, Massachusetts - 12 de julho de 1892 em Nova York, Nova York) foi um empresário norte-americano.

## Vida
Cyrus W. Field era um comerciante em Nova York e rapidamente se tornou muito rico. Em 1854, ele voltou sua atenção para a telegrafia transoceânica (ver cabos submarinos) e adquiriu direitos exclusivos do governo de Newfoundland para lançar um cabo dos EUA e depois para a Europa. Desde então dedicou toda a sua vida à causa - os primeiros sucessos alcançados nesta área devem-se em grande parte a ele. Junto com seu irmão e outros quatro sócios, sua empresa finalmente conseguiu colocar o primeiro cabo transatlântico em 1858. Cyrus W. Field acompanhou as expedições de 1857 e 1858. Como o primeiro cabo funcionou apenas algumas semanas, após novas melhorias, um segundo cabo foi colocado em 1866, e Field participou das expedições de 1865 e 1866. Field continuou seu interesse pelo telégrafo subaquático nos anos que se seguiram e, em 1871, foi um dos principais promotores da linha através do Oceano Pacífico via Havaí até a China e o Japão.